# Jan Fearnley
Pour les articles homonymes, voir Fearnley.
 (mai 2023).
Si vous disposez d'ouvrages ou d'articles de référence ou si vous connaissez des sites web de qualité traitant du thème abordé ici, merci de compléter l'article en donnant les références utiles à sa vérifiabilité et en les liant à la section « Notes et références ».
Jan Fearnley, née en 1965 à South Shields, est une autrice et illustratrice anglaise spécialisée dans les ouvrages de jeunesse. Elle habite à Kingston upon Thames.

## Biographie
Elle étudie l'art graphique à Newcastle. 
Elle devient institutrice. Travailler avec des enfants l'inspire et elle commence à écrire.
Elle est aujourd'hui auteur et illustratrice de ses propres albums.

## Édition
Ses albums traduits en français sont édités chez Gründ.

## Prix
Récompense du livre des enfants de the Stockport pour Les crêpes de Monsieur loup

Récompense d'or pour l'illustration de l'AOI (Association des illustrateurs) pour Monsieur Loup et les trois ours